# مدينة آخن الإمبراطورية الحرة
مدينة آخن الإمبراطورية الحرة هي مدينة إمبراطورية حُرة وحمام معدني للإمبراطورية الرومانية المقدسة جنوب كولونيا وجنوب شرق البلدان المنخفضة.